# Franc Belšak
Franc Belšak (ilegalno ime Simon), slovenski družbenopolitični delavec, * 4. oktober 1899, Muretinci, † 6. januar 1984, Muretinci.

## Življenje in delo
Rodil se je očetu kmetu Simonu in materi Mariji (rojena Pukšič). Po koncu 1. svetovne vojne se je pridružil Maistrovim borcem za severno mejo. Na ptujskem območju in v Halozah je od 1942 organiziral narodnoosvobodilno gibanje; sredi leta 1944 se je umaknil v ilegalo in bil med drugim sekretar okrajnega komiteja Komunistične partije Slovenije Ptuj. Po koncu vojne je bil predsednik okrajnega ljudskega odbora Ptuj, predsednik občine Borl in sekretar občinskega komiteja Zveze komunistov Slovenije. V letih 1946−1963 je bil poslanec Ljudske skupščine Ljudske republike Slovenije.